# Dokufiktion

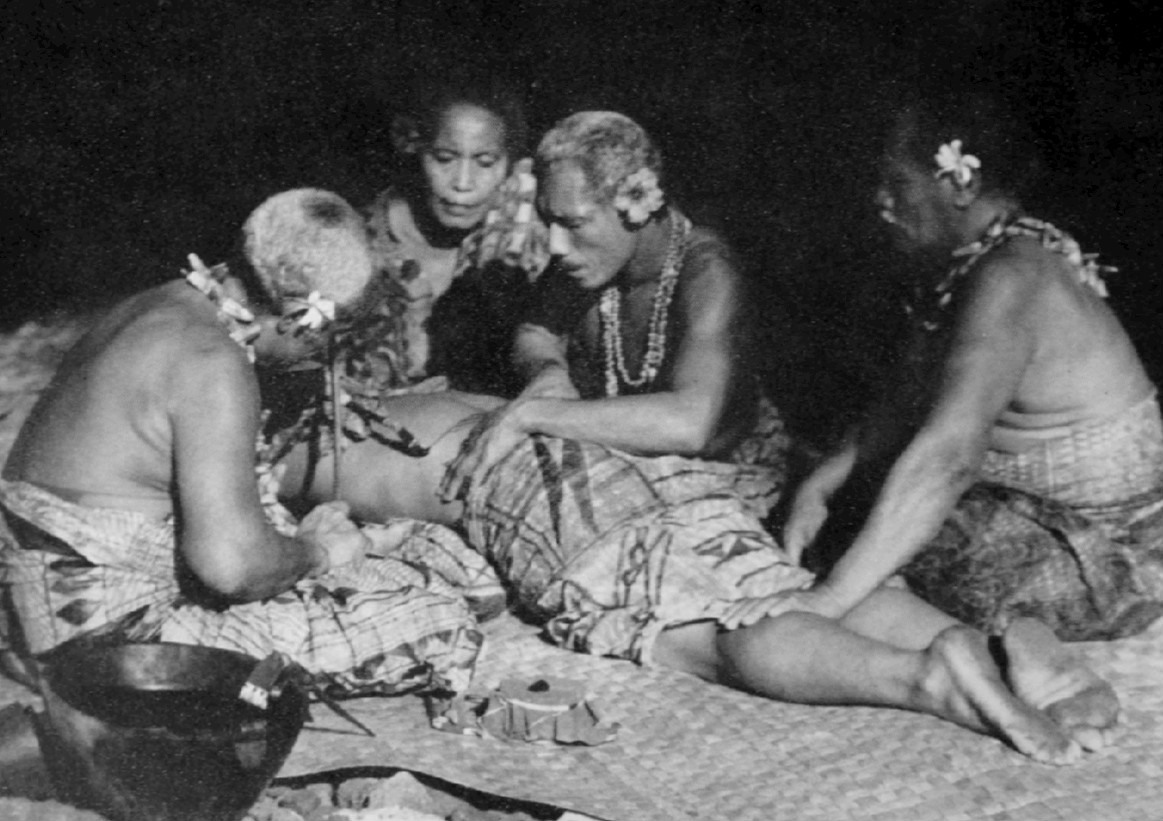
Moana; von Robert Flaherty; erste Dokufiktion der Filmgeschichte; 1926

Als Dokufiktion (Kofferwort aus Dokumentation und Fiktion; auch: Docufiction oder Docu-Fiction) bezeichnet man eine fiktive Dokumentation.
Die Idee der Dokufiktion basiert neben dem Doku-Drama auf einigen Büchern (After Man, The New Dinosaurs, Man after Man) von Dougal Dixon, welche an erfundenen Tierarten die Grundprinzipien der Evolution aufzeigen. Sie ist aber auch von der Exobiologie und den fiktiven Nachschlagewerken der Rollenspiel-Szene inspiriert.

## Inhalte
Gewöhnlich dient die Dokufiktion der spektakulären Verbreitung von Wissen über wissenschaftliche Grundprinzipien anhand fiktiver Beispiele. Besonders beliebt ist dieses Format bei der Erklärung der Prinzipien der Evolution, wobei zukünftige (Die Zukunft ist wild) oder außerirdische (Extraterrestrial, Alien Planet) Tiere und Pflanzen bzw. deren Äquivalente nach wissenschaftlichen Prinzipien konstruiert und vorgestellt werden.
Es gibt zudem Dokufiktionen, die sich mit mythologischen Wesen, beispielsweise Drachen, beschäftigen. Ebenfalls zu den Dokufiktionen zählen Filme, in denen anstatt echter Aufnahmen gestellte Aufnahmen mit Schauspielern oder solche, die am Computer animiert wurden, Verwendung finden.

## Abgrenzungen
Es ist eine Mischung aus Dokumentarfilm und Spielfilm, also eine Verschmelzung beider zu einem.
So können historisch besonders akkurat gestaltete Spielfilme wie Der Untergang als Dokufiktion gezählt werden; gewöhnlich werden sie aber einem eigenen Genre mit der Bezeichnung Doku-Drama zugerechnet. Ebenso bieten Dokufiktionen Möglichkeiten, eine Geschichte zu erzählen, weil alle gezeigten Szenen nach Wunsch des Regisseurs frei gestaltbar sind.
Ein dokufiktionaler Film kann entweder in einer erkennbar fiktiven Welt spielen oder in der uns geläufigen Realität. In manchen Fällen kann beides vermischt sein, etwa indem man Drachen in der realen Welt ansiedelt.
Eine besondere Form der Dokufiktion hat die Science-Fiction entwickelt, nämlich den Rückblick aus der Zukunft (als Gegenwart der Hauptfigur) auf eine (ganz oder teilweise) fiktive Geschichtsschreibung der (aus der Sicht des Verfassers) näheren Zukunft und Gegenwart. Bekannte Beispiele hier für sind die Filme Der Dritte Weltkrieg und Crash 2030 – Ermittlungsprotokoll einer Katastrophe.

## Vorteile der Dokufiktion
Die Dokufiktion erschließt Möglichkeiten, an normalen Dokumentationsthemen nicht interessierte Zuschauer anzuziehen und trockene Formate an die Normen der Unterhaltungsindustrie anzupassen.

## Kritik an der Form
Die Dokufiktion als Wissensvermittlung steht gelegentlich in der Kritik von Wissenschaftlern, weil sie aufgrund der oftmals kompletten Manipulierbarkeit des Bildes in Verbindung mit dem hohen Vertrauen des Konsumenten in die Echtheit von Bildern falsche Informationen als echt vermitteln kann. So gibt es etwa zahlreiche schlecht recherchierte Dokufiktionen über historische Ereignisse und Personen oder auch prähistorische Lebewesen, die zu teils eklatanten Fehlern in der Darstellung führen.
Auch wird der Dokufiktion ein Hang zu reißerischer Darstellung vorgeworfen, weil sich spektakuläre Szenen einfach erstellen lassen. Dieses Problem teilt die Dokufiktion mit dem nahe verwandten Tierfilm, in welchem auch mit der Kommerzialisierung ein Hang zur Spektakularisierung einherzugehen scheint.